# Денят на независимостта: Нова заплаха
„Денят на независимостта: Нова заплаха“ (на английски: Independence Day: Resurgence) е американски научнофантастичен филм от 2016 г. на режисьора Роланд Емерих, който е и негов сценарист, заедно с Дийн Девлин и Картър Бланчард. Продължение е на „Денят на независимостта“ от 1996 г. Премиерата се състои на 20 юни 2016 г. в Китайски театър в Лос Анджелис, а по кината в САЩ и България филмът излиза на 24 юни 2016 г.

## Продукция
Според профилите на Джоуи Кинг и Дийн Девлин в Twitter снимките започват на 20 април 2015 г. Снимачният период приключва на 22 август.

## Филми от поредицата за „Денят на независимостта“
Поредицата „Денят на независимостта“ включва 2 филма:
- „Денят на независимостта“ (1996)
- „Денят на независимостта: Нова заплаха“ (2016)